# Sicorax (satélite)
Sicorax es el satélite natural irregular y retrógrado mayor de Urano. Fue descubierto el 6 de septiembre de 1997 por Brett J. Gladman, Philip D. Nicholson, Joseph A. Burns, y John J. Kavelaars conjuntamente con Caliban y se le asignó temporalmente la designación S/1997 U 2.
Oficialmente fue confirmado como Uranus XVII, y se le dio el nombre de Sicorax en relación con el personaje Sicorax de la obra de teatro La Tempestad de William Shakespeare.

## Órbita
Sicorax sigue una órbita distante, más de 20 veces más lejana que el satélite regular más lejano de  Urano, Oberón. Su órbita es retrógrada, moderadamente inclinada y excéntrica.
Sus parámetros orbitales sugieren que puede pertenecer, junto con Setebos y Próspero, al mismo cúmulo dinámico, sugiriendo un origen común. El diagrama ilustra los parámetros orbitales de los satélites irregulares de Urano (en coordenadas polares) con la excentricidad de las órbitas representadas por los segmentos que se extienden desde el pericentro hasta el apocentro.

## Características físicas
El diámetro de Sicorax se estima en 150 km (asumiendo un albedo de 0.04) haciendo que sea el satélite irregular mayor de Urano, comparable en tamaño a Himalia, el satélite irregular mayor de Júpiter.
El satélite tiene una apariencia rojiza (índice de color B-V=0.87 V-R=0.44, B-V=1.01 V-R=0.48) más rojo que Himalia pero menos rojo que la mayoría de objetos del Cinturón de Kuiper.
El periodo de rotación no se ha podido estimar definitivamente (podría ser  ~4 h).